# Javier Cercas
Javier Cercas (* 1962, Ibahernando, Cáceres) je španělský spisovatel a vysokoškolský pedagog.

## Biografie
Javier Cercas se narodil do rodiny veterináře. V roce 1966 se jeho rodina přestěhovala z Extremadury do katalánské Girony. Ve věku 14 let objevil dílo literáta Jorgeho Luise Borgese. Roku 1985 ukončil studium španělského jazyka na univerzitě v Barceloně. V druhé polovině 80. let 20. století pracoval po dobu dvou let jako lektor v Illinois, kde také sepsal svůj první román. Od roku 1989 vyučuje jako profesor španělské literatury na univerzitě v Gironě.
Je ženatý a má jednoho syna.

## Publikační činnost

### České překlady ze španělštiny
- Vojáci od Salaminy (orig. 'Soldados de Salamina'[3]). 1. vyd. Praha: Mladá fronta, 2004. 226 S. Překlad: Blanka Stárková